# Gát (Belistye)
Gát (horvátul: Gat) falu Horvátországban, Eszék-Baranya megyében. Közigazgatásilag Belistyéhez tartozik.

## Fekvése
Eszéktől légvonalban 31, közúton 37 km-re északnyugatra, Alsómiholjáctól légvonalban 13, közúton 15 km-re délkeletre, községközpontjától légvonalban 6, közúton 8 km-re északnyugatra, a Szlavóniai-síkság északnyugati szélén, a Karasica jobb partján fekszik. Ahol a Karasica legközelebb folyik a Drávához ott található a Gát-csatorna, amelyet több mint 130 évvel ezelőtt építettek az árvizek elkerülésére és amely összeköti ezt a két folyót.

## Története
Gát egyike annak a 18 szlavóniai településnek, ahova a török uralom idején Dél-Magyarországról kálvinista magyarokat telepítettek. Nevét a magyar „gát” főnévből kapta, mely arra utal, hogy itt egy töltésen út vezetett át a Dráva és a Karasica árterületének folyóágakkal szabdalt, mocsaras területén át. A török korban a településen 5 ház állt, melyekben mind kálvinista jobbágyok laktak. Szpáhibirtok volt. A lakosság a szpáhi Arszlán Begovicsnak és a Draskovich grófoknak egyaránt adózott. A felszabadító harcok során elnéptelenedett. 1698-ban „pagus Gatt” néven 12 portával szerepel a török uralom alól felszabadított szlavóniai települések összeírásában. Ekkor lakói már horvátok voltak. 1702-ben 8 ház állt a faluban. A valpói uradalom részeként kamarai birtok volt, majd 1721. december 31-én III. Károly az uradalommal együtt Hilleprand von Prandau Péter bárónak adományozta. A Pranadu család a 19. század elején a környező erdők és földek megművelésére németeket telepített be.
A településnek 1857-ben 559, 1910-ben 551 lakosa volt. Verőce vármegye Eszéki járásához tartozott. Az 1910-es népszámlálás adatai szerint lakosságának 80%-a horvát, 16%-a német, 4%-a magyar anyanyelvű volt. A település az első világháború után az új szerb-horvát-szlovén állam, majd később (1929-ben) Jugoszlávia része lett. 1945 a szocialista Jugoszlávia megalakulása után a Zagorje vidékéről horvátok érkeztek a településre. 1991-ben lakosságának 97%-a horvát nemzetiségű volt. 2011-ben 705 lakosa volt.

## Lakossága
| Lakosság változása | Lakosság változása | Lakosság változása | Lakosság változása | Lakosság változása | Lakosság változása | Lakosság változása | Lakosság változása | Lakosság változása | Lakosság változása | Lakosság változása | Lakosság változása | Lakosság változása | Lakosság változása | Lakosság változása | Lakosság változása |
| ------------------ | ------------------ | ------------------ | ------------------ | ------------------ | ------------------ | ------------------ | ------------------ | ------------------ | ------------------ | ------------------ | ------------------ | ------------------ | ------------------ | ------------------ | ------------------ |
| 1857               | 1869               | 1880               | 1890               | 1900               | 1910               | 1921               | 1931               | 1948               | 1953               | 1961               | 1971               | 1981               | 1991               | 2001               | 2011               |
| 559                | 526                | 507                | 529                | 599                | 551                | 579                | 581                | 676                | 690                | 779                | 721                | 715                | 840                | 764                | 705                |

## Gazdaság
A faluban mintegy 20 családi gazdaság működik, közülük 3 zöldségtermesztéssel, 5 tejtermeléssel, egy pedig kecsketenyésztéssel foglalkozik, míg a többiek általános mezőgazdasági termeléssel foglalkoznak. A község területén itt, a Novosel családnál kezdték el először a falusi turizmust. Ma a falu jól ismert és látogatott üdülőhely, eredeti vidéki környezettel, létesítményekkel és gasztronómiai kínálattal.

## Nevezetességei
- Urunk színeváltozása tiszteletére szentelt római katolikus temploma a veliskovcei Szent Rókus plébánia filiája. Régen egy 1903-ban épített, azonos titulusú kápolna állt itt, melyet rossz állapota miatt 2014-ben lebontottak. Ennek közelében kezdték el építeni 2004. szeptember 18-án a mai templomot, melyet 2008. augusztus 2-án szentelt fel dr. Marin Srakić diakovári és szerémi püspök. A templom búcsúja augusztus 6-án van.

- Gát település az országban Josip Hamm, a világhírű szlávista és nyelvész szülőhelyeként ismert. Szülőháza ma is áll a faluban.

- A faluban található a Draksler-ház (Stjepan Radić u. 51.), mely néprajzi emlékhelyként védett műemlék.

## Kultúra
- A KUD „Ante Evetović Miroljub” Veliskovce, Gát és Tiborjánc kulturális és művészeti egyesület három falu közös egyesülete.

- Egy 2015 októberében lebontott régi épület helyén építették fel a falu új közösségi házát.

## Sport
- Az NK Gat labdarúgóklubot 1978-ban alapították, a csapat a megyei 2. ligában szerepel. A futballpálya mellett kézilabda- és kosárlabdapálya is található a faluban.

- A „Virje” sporthorgász egyesület 1994 óta működik, azóta számos, a sporthorgászatot és vízi sportokat kedvelő tagot gyűjtött össze, akik a Karasica melletti parkosított területen végzik tevékenységüket, ahol találkozókat és összejöveteleket is tartanak.

## Egyesületek
A DVD Gat önkéntes tűzoltó egyesületet 1924-ben alapították, a község egyik legrégibb tűzoltó egyesülete. 

## Híres emberek
Itt született 1905. december 3-án Josip Hamm horvát szlávista, nyelvész, akadémikus.